# Zabłudów
Zabłudów este un oraș în Polonia.